# 金石園
金石園，或稱為金石安樂園，全稱「金石園·金石緣生命故事典藏公園」，是位於新北市瑞芳區海濱路2巷1號由瑞芳李家旗下企業「永吉企業公司」開發經營的私立墓園。

## 概要
金石園位於背基隆山面北海岸的地理位置，原為瑞芳李家族人李建川的私人墓園，2000年瑞芳李家將這塊佔地38.6公頃的家族墓地開放為休閒墓園，園區區分有標準式、客製化、獨立大園區等墓區以及山林福座、山海福座兩處塔位區，其中規模最小的墓地面積兩坪半建成即要價新台幣70萬。同年遠東集團創辦人徐有庠辭世在此安葬，墓園占地1500坪、耗資2.5億。2002年，國泰蔡家買下六千坪的山頭作為家族墓園。2004年霖園集團創辦人蔡萬霖病逝，家族耗資3-6億打造墓園，從此金石園以蔡萬霖的墓園聞於業界。

## 爭議
2016年，瑞芳區海濱里里長鄧麗華指控金石園大興土木開發墳場工程未做好水土保持造成台二線75.5公里處海域污染。同年9月8日，警方前往蒐證查辦；新北市政府農業局、環保局等與業者開會後，要求金石園「立即停工」，除非將水保措施做好。

## 外部連結
- 金石園官網 （页面存档备份，存于）
- 金石園金石緣的Facebook專頁